# Kirkøy
59°3′14″N 11°1′31″Ø / 59.05389°N 11.02528°Ø
Kirkøy er den største ø i Hvaler kommune i Viken fylke i Norge, beliggende syd for Fredrikstad. Kommunens administrationsby Skjærhalden ligger på øen, som har et areal på 29,6 kvadratkilometer og har et småknoldet og delvis skovklædt landskab. Højeste punkt er Botneveten der er 70 moh. Kirkøy har forbindelse til Asmaløy via tunnel, til Søndre Sandøy, Nordre Sandøy, Herføl og Lauer, samt Strömstad i Sverige, med rutebåde.
Kirkøy har omtrent 1.000 indbyggere (2007).